# Henry Cromwell

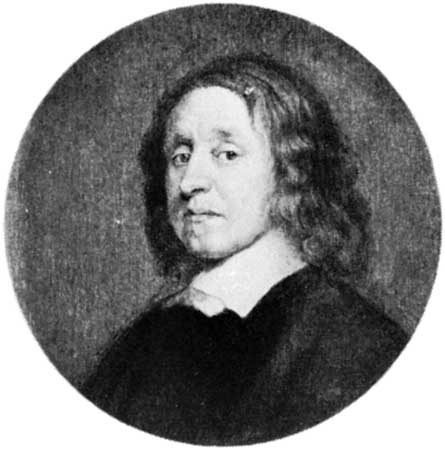
Henry Cromwell

Henry Cromwell (* 20. Januar 1628 in Huntingdon; † 23. März 1674 in Wicken, Cambridgeshire) war der vierte Sohn Oliver Cromwells und Elizabeth Bourchiers und eine wichtige Persönlichkeit während der Parlamentsherrschaft über Irland.

## Leben
Henry Cromwell genoss eine Erziehung auf der Felsted School in Essex und wurde 1647 Mitglied der New Model Army. 1649 heiratete er Elizabeth Russell († 7. April 1687). Das Paar hatte sieben Kinder. Er war ab 1650 Kommandant von Truppen der englischen Parlamentsarmee in Irland und seit 1655 als Nachfolger von Charles Fleetwood Lord Deputy of Ireland. Nach der Abdankung seines Bruders Richard Cromwell als Lordprotektor am 25. Mai 1659 legte er seine Würde ebenfalls nieder und lebte bis zu seinem Tod in England zurückgezogen. Seine Familie starb 1821 im Mannesstamm aus.